# 神様と運命覚醒のクロステーゼ
『神様と運命覚醒のクロステーゼ』（かみさまとうんめいかくせいのクロステーゼ）は、日本一ソフトウェアより2014年9月25日に発売されたPlayStation 3用ゲームソフト。
2013年に発売された『神様と運命革命のパラドクス』の続編。

## 登場人物
神風 シン
声 - 野島健児
本作の主人公。消極的でおとなしい。学校からの帰り道に悪魔に殺されたことで、神様として目覚めることになる。
両親がいないことで子どもの頃にいじめられるなどの様々な出来事によって他人を信用していない。
宙海 ジュピエル
声 - 今井麻美
主人公の専属天使となる少女。その実力は天界でも最強クラス。天使長である姉、マリエルのような立派な天使になることが目標。
東江 アルル
声 - 原由実
主人公を神に改造した研究者。捕虜であるが、神様の研究を条件として天界では自由の身となっている。
宙海 マリエル
声 - 小松未可子
ジュピエルの姉で天界の最高責任者である天使長。実力は天界では最強とされる。
十六夜 フェレス
声：青木志貴
魔界における天使討伐軍のリーダーで魔軍元帥。見た目は子どもだが、実力は大人顔負け。
狗神 ヒエン
声：子安武人
魔界で生み出された邪神の1人。戦闘力はシンよりもはるかに上を行く。
レティーシア・リベラディウス
声：伊月ゆい
主人公の夢の中に現れる謎の少女。
不知火 エリ
声 - 一木千洋
シンが神様に目覚る前に同じ高校に通っていたクラスメイトの不良少女。シンとは度々屋上で目をあわせており、突然姿を消したことを気にしている。
早乙女 リリエル
声 - 矢澤にこ(徳井青空)
白鳥 ラナエル
声 - 絢瀬絵里(南條愛乃)
竜崎 クロウエル
声 - 高坂穂乃果(新田恵海)
綾小路 シェリエル
声 - 東條希(楠田亜衣奈)
東條 ネルエル
声 - 小泉花陽(久保ユリカ)
以上5名は前作の登場人物であり、前作の後日談を描いたサブシナリオに登場する。
シャナ
涼宮 ハルヒ
以上2名はキャラクターデザインのいとうのいぢがイラストを担当した作品の登場人物であり、サブシナリオに登場する。

## 主題歌
オープニングテーマ「Rose on the breast」
作詞 - 谷ユカリ / 作曲・編曲 - 橋本由香利 / 歌 - 原由実
エンディングテーマ「追憶の糸車」
作詞 - NAGAE / 作曲 - 菊田大介 / 編曲 - 宮藤優矢 / 歌 - 今井麻美